# Tchervona Routa (film, 1971)
Pour les articles homonymes, voir Tchervona Routa (homonymie).
Pour plus de détails, voir Fiche technique et Distribution.
Tchervona Routa (Червона рута) est un téléfilm musical soviétique réalisé par Roman Oleksiv (uk) et produit par les studios Ukrtelefilm, sorti le 1er janvier 1971. C'est une adaptation du scénario écrit par Miroslav Skotchilias.

## Synopsis
Oksana (Sofia Rotaru), jeune femme des Carpates enseignant à l'université de musique de Tchernivtsi, et Boris (Vassyl Zinkevytch), jeune mineur de Donetsk, font connaissance dans un train Donetsk-Verkhovyna. Les jeunes voyageurs tombent amoureux l'un de l'autre et l'histoire se construit autour d'eux. Dans les Carpates, leurs voies divergent dans un premier temps, mais Boris arrive à savoir où se trouve la belle Oksana. Le jeune couple amoureux se retrouve, et leurs amis les invitent à participer à un concert pour vacanciers. Oksana et Boris y dévoilent leurs sentiments dans leurs chansons.

## Histoire
En 1971, Sofia Rotaru est déjà une chanteuse pop-folk bien connue en Bucovine et lorsque le tournage du premier film musical ukrainien, Tchervona Routa, commence dans les Carpates, elle se voit accorder le rôle principal. Le folklore ukrainien, exprimé au sein d'un paysage naturel ainsi que les costumes et les chansons mélodieuses servent un scénario assez traditionnel, traitant du coup de foudre entre un simple mineur (Boris) et une beauté bucivinienne (Oksana).
La chanson Tchervona Routa, alors déjà très populaire en Union soviétique, est chantée par Vassyl Zinkevytch tandis que Sofia Rotaru interprète L'Oiseau aux ailes grises, un schlager italien (L'immensità) spécialement traduit en ukrainien, Dessine moi la nuit et L'automne est tout près.
Vassyl et Sofia, respectivement ténor et alto, devaient également enregistrer ensemble la chanson Vodograï, mais le rendu peu convaincant de cette interprétation en duo les conduit à être remplacés : c'est ainsi que Nazariy Iaremtchouk chante à la place de Vassyl Zinkevytch, et Maria Issak — une soliste du groupe Smeritchka — à la place de Sofia Rotaru. Le fait que la bande-son pour la chanson Vodograï ait été enregistrée par d'autres chanteurs ne sera révélé que trente ans plus tard.
Après la sortie du film, les chanteuses gagnent en popularité. On leur propose même de changer de carrière et de passer de la scène amateur à la scène professionnelle. Sofia Rotaru saute le pas avec succès, contrairement à Maria Issak, qui s'éloigne de la scène en raison de la naissance de son enfant.

## Équipe de tournage
- Réalisateur : Roman Oleksiv (uk)
- Chansons : Le printemps est venu, Sur les trains rapides, Seule, Ma bien-aimée, Les fleurs laissées, Le monde incomparable de beauté, Le fleuve coule, Si l'amour était fini, L'oiseau aux ailes grises, Tchervona Routa, Dessine moi la nuit, Les grues ne volent plus, Tu reviendras, mon amour, Vodograï, Là où les montagnes et les forêts
- Ensemble : Eurêka, Karpaty, Rossinka, Smeritchka, Tchervona Routa
- Musique : Valeri Gromtsev (uk), Volodymyr Ivassiouk, Lev Doutkovski (uk), Édouard Kolmanovski, Don Backy, Bogdan Yanivski (uk), Myroslav Skoryk, Olexandre Bilach
- Auteurs des textes : Mykola Boutchko (uk), Volodymyr Ivassiouk, Rouslan Ichtchiouk (uk), Anatoli Fartouchniak, Roman Koudlyk (uk), Stepan Pouchyk (uk), Mykola Petrenko (uk)
- Scénario : Myroslav Skotchilias, Roman Oleksiv
- Son : Vassil Strikhovich (uk)
- Photographie : A. Derbinyan
- Directeur assistant : A. Savchenko
- Cameraman assistant : A. Ermolichik
- Montage : V. Chernousova, N. Kovali
- Éditeur : T. Derzkaya
- Producteur : B. Dubitski
- Format : Noir et blanc - 1,85:1 - Mono - 35 mm / 8 mm
- Langue : Ukrainien - Russe

## Distribution
- Sofia Rotaru : Oksana
- Vassil Zinkevitch : Boris
- Volodymyr Ivassiouk
- Anatoli Evdokimenko (ru)
- Nazari Yaremtchouk (ru)
- Lev Doutkovski (uk)
- Alla Doutkovska (uk)